# Atractocarpus pentagonioides
Atractocarpus pentagonioides är en måreväxtart som först beskrevs av Berthold Carl Seemann, och fick sitt nu gällande namn av Christopher Francis Puttock. Atractocarpus pentagonioides ingår i släktet Atractocarpus och familjen måreväxter. Inga underarter finns listade i Catalogue of Life.